# Kru (popolo)
I Kru (krou nei paesi francofoni) sono un gruppo etnico dell'Africa occidentale, stanziato prevalentemente tra la Liberia orientale e la Costa d'Avorio sudoccidentale, nella regione biogeografica delle foreste della Guinea. 
I Kru condividono un substrato linguistico comune (le lingue kru), e sembrano essere emigrati nelle loro attuali regioni nel territorio forestale e costiero a cavallo dell'attuale confine liberiano-ivoriano circa sette secoli fa, provenienti probabilmente dalle regioni a sud del Sahara in via di inaridimento. I Kru non cercarono mai di costituire uno stato unificato o federativo, ma osservavano un'organizzazione sociale clanica e comunitaria.
Tra i principali sottogruppi ascrivibili al più ampio gruppo kru si possono annoverare: Bété, Bassa, Grebo, Krahn, Wé, Bakwé, Dida, e molti altri gruppi minori. Il termine Krumen, talvolta erroneamente definito come identificativo di uno specifico gruppo etnico kru, è un termine di origine coloniale che designa semplicemente le popolazioni costiere Kru tradizionalmente dedite alla pesca e alle attività marine che abitavano la costa liberiana e la regione tra Tabou e San Pedro in Costa d'Avorio.

## Terminologia e popolazione
L'etnonimo "Kru" può essere inteso in senso ampio, includendo tutti i popoli che parlano una delle lingue kru, o in senso stretto, considerando solo il popolo che parla la lingua klao o kru. In Costa d'Avorio il censimento non distingue tra i diversi sottogruppi, stimando l'intero gruppo dei popoli kru al 9.1% della popolazione totale del paese, dato che corrisponde a circa 2 700 000 individui. Al contrario in Liberia vengono conteggiati separatamente i gruppi kru dei Bassa (900 000 individui), Grebo (387 000), Krahn (116 000) e Kru propriamente detti (210 000), portando la popolazione totale dei Kru nei due paesi a circa 4 300 000 persone, a cui vanno aggiunte alcune minoranze kru in Sierra Leone, Ghana e Guinea. Inoltre i Kru hanno una crescita stimata del 3,2% annuo, il che può portare a significative variazioni nel conteggio della popolazione in anni diversi.

## Descrizione

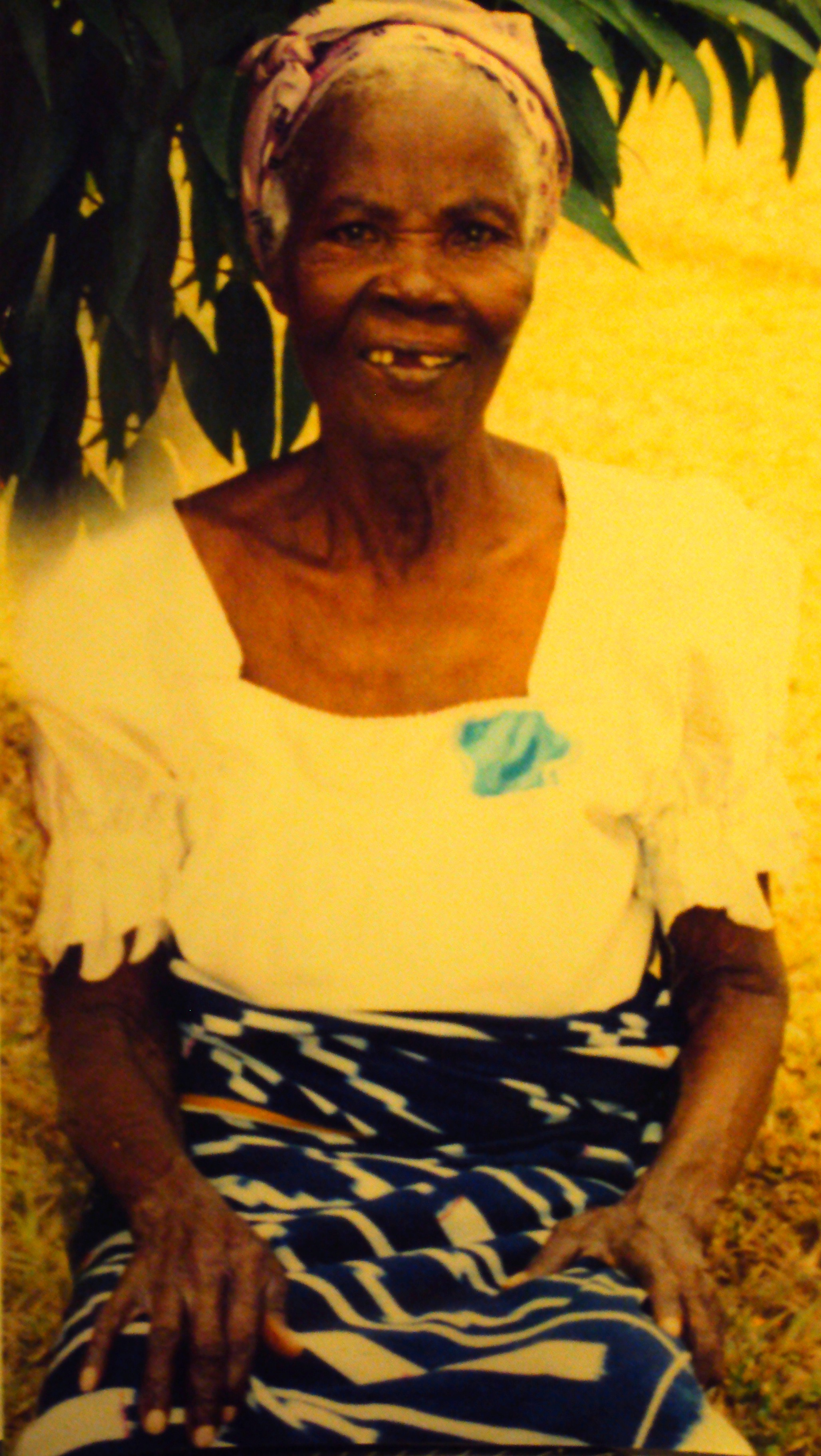
Immagine di donna Kru della Costa D'Avorio.

Prima dell'avvento dei moderni studi etno-linguistici, gli antropologi europei non erano in grado di distinguere tra i singoli gruppi etnici che formavano il popolo kru. Una distinzione storica dei kru visti con gli occhi europei era di tipo geografico, tra Kru della costa e Kru della foresta. Tale distinzione di comodo non ha valore antropologico ma può essere tuttora usata a fini descrittivi.

### Kru della costa
Sono stanziati lungo il litorale del golfo di Guinea dalla località di Sassandra fino a Tabou. Sono considerati bugiardi e prepotenti dalle altre popolazioni. Sono da sempre abili nello sfruttare a proprio vantaggio situazioni che per altri rappresentavano occasioni di mortificazioni e sofferenze: all'epoca dell'arrivo degli europei, per esempio, essi seppero porsi come intermediari esclusivi dei naviganti che battevano le coste del golfo di Guinea. Infatti fu attraverso la mediazione dei "Kru della costa" che i commercianti portoghesi poterono accedere alle ricchezze celate all'interno: avorio, pelli, oro e, successivamente, schiavi. In seguito, con l'incremento del traffico marittimo, i Kru seppero sfruttare la mancanza di approdi adatti alle navi oceaniche: facendo la spola con le loro piroghe tra la spiaggia e i velieri ormeggiati al largo, divennero indispensabili per il trasbordo delle merci. Finirono poi per imbarcarsi come equipaggi su quelle stesse navi, che trasportavano altri africani verso la schiavitù nel Nuovo Mondo, divenendo abili marinai.
I Kru conservano una concezione mitica del mare e di ogni fenomeno a esso collegato. La loro mitologia narra di spaventose creature che dimorano nell'oceano: draghi, serpenti, balene ed un uomo-pesce la cui visione spaventa a tal punto da provocare naufragi. Al centro delle loro credenze risiede un unico dio, creatore dell'Universo.

### Kru della foresta
Vivendo fuori dai contatti commerciali hanno sviluppato uno stile di vita più appartato e strettamente dipendente dall'ambiente forestale. I villaggi sono piccoli nuclei di capanne con muri di fango e tetti conici di foglie di palma intrecciate.
La terra appartiene all'intero villaggio, che è governato da un consiglio di notabili presieduto dal decano.
Inizialmente cacciatori e raccoglitori, si sono dedicati all'agricoltura col sistema itinerante "taglia e brucia", coltivando intensivamente riso, mais, manioca, banane e ananas, cui si sono aggiunti in seguito caffè e cacao. In seguito, i Kru della foresta si sono sedentarizzati, sviluppando il commercio dei prodotti agricoli che vengono trasportati sino a Tabou con il tradizionale mezzo della piroga fluviale.
La caccia ha mantenuto la sua importanza. La ripartizione del bottino dev'essere effettuata nel rispetto dell'ordine gerarchico. La caccia si esegue con le reti, simbolo di unità e di famiglia, nonché oggetto di culto. La rete interviene nelle cerimonie matrimoniali e nelle varie manifestazioni della vita quotidiana: è una specie di talismano che allontana tutte le calamità.
La foresta è al centro mitico dei Kru. È abitata da esseri magici, tra i quali si distinguono soprattutto gli gnomi, che vivono in zone inaccessibili.